# Artaxerxes I
Artaxerxes I (Perzisch: اردشیر یکم, Oud-Perzisch: 𐎠𐎼𐎫𐎧𐏁𐏂, Artaxšaça, wiens regering (xšaça < *xšaϑram) is door asha / arta (waarheid); Grieks: Ἀρταξέρξης, Artaxérxēs; Hebreeuws: אַרְתַּחְשַׁשְׂתָּא, modern: Artaḥšásta, Tiberiaans: Artaḥšasetā) was de zesde sjah van het Perzische Rijk uit het huis der Achaemeniden, van 465 v.Chr. tot aan zijn dood in 424 v.Chr.. Hij was de derde zoon van Xerxes I.
Hij zou de Artasyrus kunnen zijn die Herodotus noemde als een satraap van de koninklijke satrapie van Bactrië.
In Griekse bronnen wordt hij ook μακρόχειρ, Makrókheir, lang-handige genoemd, in Latijnse bronnen Longimanus, naar verluidt omdat zijn rechterhand langer was dan zijn linker.

## Regering
Xerxes I werd in 465 v.Chr. door een paar hovelingen vermoord, samen met zijn oudste zoon Darius. De jongste zoon wist evenwel te ontsnappen: hij besteeg de troon als Artaxerxes I en liet de schuldigen terechtstellen. Deze paleisrevolutie sloot voor het Perzische Rijk een periode van expansie af.
Het 41 jaar lang durende bewind van Artaxerxes I was betrekkelijk rustig en luidde een periode in waarbij de wapens zouden plaatsmaken voor de diplomatie. De betrekkingen met aartsvijand Griekenland werden in 449 v.Chr. genormaliseerd door de zogenaamde Vrede van Callias, en wanneer kort daarop in Griekenland de Peloponnesische Oorlog uitbrak was Perzië van alle buitenlandse zorgen bevrijd. Tegelijkertijd begon bijna onmerkbaar het verval.
Hoewel er geen grondgebied verloren ging tijdens Artaxerxes' regering, werd de algemene politiek toch ondermijnd door allerlei hofintriges, en de invloed van aristocratie en hovelingen groeide met de dag, in het nadeel van de sjah. Dit had ernstige gevolgen, want het centrale bestuur had onder Darius I en Xerxes I de onderworpen bevolking een gevoel van culturele eenheid opgedrongen, wat leidde tot een culturele bloei en vermenging. Onder Artaxerxes verviel van de macht van de sjah en kwam dit proces steeds meer tot stilstand, wat leidde tot een culturele neergang en ontbinding van het rijk. Tevens was er sprake van financiële en militaire achteruitgang, want de groei van de macht van de aristocratie (die de landerijen beheerde uit naam van de sjah, verplicht was wanneer de sjah dat wilde mannen te leveren en ook schatplichtig was) leidde ertoe dat ze zich ontdeden van hun militaire verplichtingen en minder mannen begonnen te leveren, waardoor de militaire kracht van het rijk afnam. De vermelding van Artaxerxes in de Hebreeuwse Bijbel, in Ezra en Nehemia, betreft deze periode.
De financiële kracht begon ook af te nemen ten gevolge van de corruptie en het wanbeleid van het hof en de aristocratie. Ze begonnen staatsgeld te verkwisten, gigantische belasting te heffen en startten een wanbeleid in de steden wat leidde tot ontvolking van grote gebieden. Tevens had de corruptie, waaronder vermoedelijk vriendjespolitiek en het verkopen van ambten, een verzwakking van het politieke apparaat tot gevolg. Aan het begin van het bewind van Artaxerxes echter begon dit alleen maar vrijwel onmerkbaar en nam de kracht van het rijk maar een beetje af, maar tijdens de 40 jaar dat hij regeerde werd het rijk en de macht van de sjah steeds zwakker en op het eind van zijn rustige regering was het rijk veel minder sterk dan aan het begin van zijn regering. En later, ver na Artaxerxes, leidde dit zelfs tot de ineenstorting van het rijk.

## Overlijden
Artaxerxes overleed op dezelfde dag als zijn echtgenote, in 424 v.Chr. Hij werd opgevolgd door zijn zoon Xerxes II.